# Lista di asteroidi (597001-598000)
Di seguito una lista di asteroidi dal numero 597001 al 598000 con data di scoperta e scopritore.

## 597001-597100
| Nome     | Designazione provvisoria | Data di scoperta  | Scopritore               |
| -------- | ------------------------ | ----------------- | ------------------------ |
| 597001 - | 2006 QY76                | 21 agosto 2006    | NEAT                     |
| 597002 - | 2006 QB78                | 22 agosto 2006    | NEAT                     |
| 597003 - | 2006 QQ78                | 22 agosto 2006    | NEAT                     |
| 597004 - | 2006 QA80                | 24 agosto 2006    | NEAT                     |
| 597005 - | 2006 QK85                | 19 agosto 2006    | Spacewatch               |
| 597006 - | 2006 QP89                | 29 agosto 2006    | Young, J.                |
| 597007 - | 2006 QM91                | 21 agosto 2006    | NEAT                     |
| 597008 - | 2006 QR91                | 21 luglio 2006    | Mount Lemmon Survey      |
| 597009 - | 2006 QS102               | 27 agosto 2006    | Spacewatch               |
| 597010 - | 2006 QF113               | 20 giugno 2006    | Mount Lemmon Survey      |
| 597011 - | 2006 QX124               | 29 agosto 2006    | CSS                      |
| 597012 - | 2006 QJ125               | 28 agosto 2006    | CSS                      |
| 597013 - | 2006 QZ128               | 17 agosto 2006    | NEAT                     |
| 597014 - | 2006 QH129               | 17 agosto 2006    | NEAT                     |
| 597015 - | 2006 QL129               | 21 luglio 2006    | Mount Lemmon Survey      |
| 597016 - | 2006 QY136               | 23 agosto 2006    | NEAT                     |
| 597017 - | 2006 QT151               | 19 agosto 2006    | Spacewatch               |
| 597018 - | 2006 QT152               | 19 agosto 2006    | Spacewatch               |
| 597019 - | 2006 QM154               | 19 agosto 2006    | Spacewatch               |
| 597020 - | 2006 QX169               | 19 agosto 2006    | Spacewatch               |
| 597021 - | 2006 QB180               | 21 agosto 2006    | Spacewatch               |
| 597022 - | 2006 QT188               | 28 marzo 2015     | Pan-STARRS 1             |
| 597023 - | 2006 QD189               | 28 febbraio 2014  | Mount Lemmon Survey      |
| 597024 - | 2006 QH189               | 2 dicembre 2010   | Mount Lemmon Survey      |
| 597025 - | 2006 QJ189               | 26 agosto 2001    | NEAT                     |
| 597026 - | 2006 QO189               | 21 gennaio 2015   | Pan-STARRS 1             |
| 597027 - | 2006 QY189               | 26 agosto 2013    | Pan-STARRS 1             |
| 597028 - | 2006 QP190               | 30 aprile 2014    | Pan-STARRS 1             |
| 597029 - | 2006 QU190               | 28 agosto 2006    | Spacewatch               |
| 597030 - | 2006 QY190               | 18 settembre 2010 | Mount Lemmon Survey      |
| 597031 - | 2006 QK191               | 27 agosto 2006    | Spacewatch               |
| 597032 - | 2006 QT192               | 18 agosto 2006    | Spacewatch               |
| 597033 - | 2006 QJ195               | 19 agosto 2006    | Spacewatch               |
| 597034 - | 2006 QJ196               | 29 agosto 2006    | CSS                      |
| 597035 - | 2006 QB197               | 28 agosto 2006    | Spacewatch               |
| 597036 - | 2006 QS200               | 21 agosto 2006    | Spacewatch               |
| 597037 - | 2006 QH202               | 29 agosto 2006    | Spacewatch               |
| 597038 - | 2006 QF203               | 27 agosto 2006    | Spacewatch               |
| 597039 - | 2006 QG203               | 27 agosto 2006    | Spacewatch               |
| 597040 - | 2006 QW203               | 28 agosto 2006    | Spacewatch               |
| 597041 - | 2006 RL12                | 14 settembre 2006 | Spacewatch               |
| 597042 - | 2006 RE24                | 16 maggio 2005    | Mount Lemmon Survey      |
| 597043 - | 2006 RA28                | 14 settembre 2006 | Spacewatch               |
| 597044 - | 2006 RK28                | 29 agosto 2006    | CSS                      |
| 597045 - | 2006 RW45                | 14 settembre 2006 | Spacewatch               |
| 597046 - | 2006 RT49                | 14 settembre 2006 | Spacewatch               |
| 597047 - | 2006 RG51                | 14 settembre 2006 | Spacewatch               |
| 597048 - | 2006 RY64                | 14 settembre 2006 | Spacewatch               |
| 597049 - | 2006 RW65                | 14 settembre 2006 | CSS                      |
| 597050 - | 2006 RY81                | 15 settembre 2006 | Spacewatch               |
| 597051 - | 2006 RL91                | 15 settembre 2006 | Spacewatch               |
| 597052 - | 2006 RA106               | 19 settembre 2006 | Spacewatch               |
| 597053 - | 2006 RP110               | 14 settembre 2006 | Masiero, J., Jedicke, R. |
| 597054 - | 2006 RY110               | 17 marzo 2001     | Spacewatch               |
| 597055 - | 2006 RV114               | 30 dicembre 2007  | Mount Lemmon Survey      |
| 597056 - | 2006 RJ119               | 1 gennaio 2008    | Spacewatch               |
| 597057 - | 2006 RW121               | 16 settembre 2006 | CSS                      |
| 597058 - | 2006 RQ123               | 23 settembre 2011 | Pan-STARRS 1             |
| 597059 - | 2006 RC124               | 14 settembre 2006 | Spacewatch               |
| 597060 - | 2006 RH125               | 15 settembre 2006 | Spacewatch               |
| 597061 - | 2006 RJ125               | 15 settembre 2006 | Spacewatch               |
| 597062 - | 2006 SE15                | 21 luglio 2006    | Mount Lemmon Survey      |
| 597063 - | 2006 SK17                | 17 settembre 2006 | Spacewatch               |
| 597064 - | 2006 SW21                | 17 settembre 2006 | CSS                      |
| 597065 - | 2006 SP23                | 18 settembre 2006 | CSS                      |
| 597066 - | 2006 SV29                | 9 marzo 2005      | Mount Lemmon Survey      |
| 597067 - | 2006 SZ34                | 17 settembre 2006 | Spacewatch               |
| 597068 - | 2006 SJ50                | 16 settembre 2006 | CSS                      |
| 597069 - | 2006 SL52                | 19 settembre 2006 | CSS                      |
| 597070 - | 2006 ST55                | 18 settembre 2006 | CSS                      |
| 597071 - | 2006 SX55                | 18 settembre 2006 | CSS                      |
| 597072 - | 2006 SU64                | 20 settembre 2006 | Bickel, W.               |
| 597073 - | 2006 SA65                | 19 settembre 2006 | Spacewatch               |
| 597074 - | 2006 SE69                | 19 settembre 2006 | Spacewatch               |
| 597075 - | 2006 SS69                | 27 marzo 1995     | Spacewatch               |
| 597076 - | 2006 SL78                | 17 settembre 2006 | Spacewatch               |
| 597077 - | 2006 SS83                | 18 settembre 2006 | Spacewatch               |
| 597078 - | 2006 SO88                | 18 settembre 2006 | Spacewatch               |
| 597079 - | 2006 SF103               | 19 settembre 2006 | Spacewatch               |
| 597080 - | 2006 SV106               | 15 settembre 2006 | Spacewatch               |
| 597081 - | 2006 SL110               | 20 settembre 2006 | CSS                      |
| 597082 - | 2006 SZ112               | 4 aprile 2005     | Mount Lemmon Survey      |
| 597083 - | 2006 SH156               | 15 settembre 2006 | Spacewatch               |
| 597084 - | 2006 SN168               | 25 settembre 2006 | Spacewatch               |
| 597085 - | 2006 SR188               | 26 settembre 2006 | Spacewatch               |
| 597086 - | 2006 SP190               | 19 settembre 2006 | Spacewatch               |
| 597087 - | 2006 SW190               | 26 settembre 2006 | Mount Lemmon Survey      |
| 597088 - | 2006 SR199               | 24 settembre 2006 | Spacewatch               |
| 597089 - | 2006 SN210               | 26 settembre 2006 | Mount Lemmon Survey      |
| 597090 - | 2006 SU212               | 26 settembre 2006 | CSS                      |
| 597091 - | 2006 SL216               | 17 settembre 2006 | Spacewatch               |
| 597092 - | 2006 SH224               | 25 settembre 2006 | Spacewatch               |
| 597093 - | 2006 SD225               | 26 settembre 2006 | Spacewatch               |
| 597094 - | 2006 SX234               | 26 settembre 2006 | Spacewatch               |
| 597095 - | 2006 SK235               | 27 agosto 2006    | Spacewatch               |
| 597096 - | 2006 SY249               | 27 marzo 2001     | Spacewatch               |
| 597097 - | 2006 SA264               | 26 settembre 2006 | Spacewatch               |
| 597098 - | 2006 SE274               | 17 settembre 2006 | Spacewatch               |
| 597099 - | 2006 SZ275               | 28 settembre 2006 | Mount Lemmon Survey      |
| 597100 - | 2006 SJ277               | 28 settembre 2006 | Spacewatch               |

## 597101-597200
| Nome                 | Designazione provvisoria | Data di scoperta  | Scopritore                 |
| -------------------- | ------------------------ | ----------------- | -------------------------- |
| 597101 -             | 2006 SK277               | 28 settembre 2006 | Spacewatch                 |
| 597102 -             | 2006 SA291               | 16 settembre 2006 | CSS                        |
| 597103 -             | 2006 SG325               | 27 settembre 2006 | Spacewatch                 |
| 597104 -             | 2006 SV340               | 28 settembre 2006 | Spacewatch                 |
| 597105 -             | 2006 SH341               | 28 settembre 2006 | Spacewatch                 |
| 597106 -             | 2006 SZ346               | 28 settembre 2006 | Spacewatch                 |
| 597107 -             | 2006 SC361               | 30 settembre 2006 | Mount Lemmon Survey        |
| 597108 -             | 2006 SL362               | 30 settembre 2006 | Mount Lemmon Survey        |
| 597109 -             | 2006 SL365               | 30 settembre 2006 | Mount Lemmon Survey        |
| 597110 -             | 2006 SV377               | 17 settembre 2006 | SDSS Collaboration         |
| 597111 -             | 2006 SA378               | 25 settembre 2006 | Mount Lemmon Survey        |
| 597112 -             | 2006 ST385               | 29 settembre 2006 | SDSS Collaboration         |
| 597113 -             | 2006 SU385               | 29 settembre 2006 | SDSS Collaboration         |
| 597114 -             | 2006 SA386               | 22 settembre 2006 | SDSS Collaboration         |
| 597115 -             | 2006 SZ407               | 26 settembre 2006 | Mount Lemmon Survey        |
| 597116 -             | 2006 SN418               | 4 dicembre 2007   | Mount Lemmon Survey        |
| 597117 -             | 2006 SU422               | 20 settembre 2006 | CSS                        |
| 597118 -             | 2006 SK424               | 30 settembre 2006 | Mount Lemmon Survey        |
| 597119 -             | 2006 SY424               | 27 settembre 2006 | Mount Lemmon Survey        |
| 597120 -             | 2006 SF425               | 10 febbraio 2008  | Mount Lemmon Survey        |
| 597121 -             | 2006 SG425               | 18 settembre 2006 | Spacewatch                 |
| 597122 -             | 2006 SK425               | 26 settembre 2006 | Mount Lemmon Survey        |
| 597123 -             | 2006 SM425               | 27 settembre 2006 | Spacewatch                 |
| 597124 -             | 2006 SV426               | 30 settembre 2006 | Spacewatch                 |
| 597125 -             | 2006 SJ428               | 11 marzo 2016     | Pan-STARRS 1               |
| 597126 -             | 2006 SU428               | 18 giugno 2013    | Pan-STARRS 1               |
| 597127 -             | 2006 SE429               | 19 settembre 2006 | Spacewatch                 |
| 597128 -             | 2006 SE430               | 17 settembre 2006 | Spacewatch                 |
| 597129 -             | 2006 SY432               | 5 aprile 2014     | Pan-STARRS 1               |
| 597130 -             | 2006 SH434               | 2 marzo 2009      | Mount Lemmon Survey        |
| 597131 -             | 2006 SQ435               | 21 gennaio 2014   | Mount Lemmon Survey        |
| 597132 -             | 2006 SX435               | 16 settembre 2006 | Spacewatch                 |
| 597133 -             | 2006 SP436               | 18 settembre 2006 | Spacewatch                 |
| 597134 -             | 2006 SX439               | 14 dicembre 2010  | Mount Lemmon Survey        |
| 597135 -             | 2006 SG440               | 25 settembre 2006 | Spacewatch                 |
| 597136 -             | 2006 SV440               | 15 marzo 2012     | Spacewatch                 |
| 597137 -             | 2006 SH448               | 19 settembre 2006 | Spacewatch                 |
| 597138 -             | 2006 ST448               | 25 settembre 2006 | Spacewatch                 |
| 597139 -             | 2006 SN449               | 27 settembre 2006 | Mount Lemmon Survey        |
| 597140 -             | 2006 SZ450               | 30 settembre 2006 | Spacewatch                 |
| 597141 -             | 2006 SS451               | 26 settembre 2006 | Spacewatch                 |
| 597142 -             | 2006 SA452               | 17 settembre 2006 | Spacewatch                 |
| 597143 -             | 2006 SW452               | 25 settembre 2006 | Mount Lemmon Survey        |
| 597144 -             | 2006 SB453               | 26 settembre 2006 | Spacewatch                 |
| 597145 -             | 2006 SX455               | 18 settembre 2006 | Spacewatch                 |
| 597146 -             | 2006 TD10                | 13 ottobre 2006   | Ferrando, R., Ferrando, M. |
| 597147 -             | 2006 TP56                | 3 ottobre 2006    | Mount Lemmon Survey        |
| 597148 Chungmingshen | 2006 TV56                | 14 ottobre 2006   | H.-C. Lin, Q.-z. Ye        |
| 597149 -             | 2006 TC76                | 11 ottobre 2006   | NEAT                       |
| 597150 -             | 2006 TZ93                | 30 settembre 2006 | Mount Lemmon Survey        |
| 597151 -             | 2006 TU110               | 22 settembre 2006 | SDSS Collaboration         |
| 597152 -             | 2006 TO113               | 18 settembre 2006 | SDSS Collaboration         |
| 597153 -             | 2006 TS116               | 30 ottobre 2006   | Mount Lemmon Survey        |
| 597154 -             | 2006 TA132               | 2 ottobre 2006    | Mount Lemmon Survey        |
| 597155 -             | 2006 TS132               | 2 ottobre 2006    | Mount Lemmon Survey        |
| 597156 -             | 2006 TX133               | 25 settembre 2006 | CSS                        |
| 597157 -             | 2006 TQ137               | 12 novembre 2012  | Mount Lemmon Survey        |
| 597158 -             | 2006 TL140               | 3 ottobre 2006    | Mount Lemmon Survey        |
| 597159 -             | 2006 TE143               | 2 ottobre 2006    | Mount Lemmon Survey        |
| 597160 -             | 2006 TQ143               | 13 ottobre 2006   | Spacewatch                 |
| 597161 -             | 2006 TL144               | 3 ottobre 2006    | Mount Lemmon Survey        |
| 597162 -             | 2006 UB18                | 14 settembre 2006 | Spacewatch                 |
| 597163 -             | 2006 UO22                | 16 ottobre 2006   | Mount Lemmon Survey        |
| 597164 -             | 2006 US22                | 28 agosto 2006    | Spacewatch                 |
| 597165 -             | 2006 UQ28                | 26 settembre 2006 | Mount Lemmon Survey        |
| 597166 -             | 2006 UH31                | 16 ottobre 2006   | Spacewatch                 |
| 597167 -             | 2006 UH35                | 16 ottobre 2006   | Spacewatch                 |
| 597168 -             | 2006 UN40                | 26 settembre 2006 | Mount Lemmon Survey        |
| 597169 -             | 2006 UJ44                | 16 ottobre 2006   | Spacewatch                 |
| 597170 -             | 2006 UJ56                | 5 luglio 2000     | Spacewatch                 |
| 597171 -             | 2006 UD63                | 21 ottobre 2006   | Mount Lemmon Survey        |
| 597172 -             | 2006 UH83                | 12 novembre 2001  | SDSS Collaboration         |
| 597173 -             | 2006 UE99                | 18 ottobre 2006   | Spacewatch                 |
| 597174 -             | 2006 US113               | 19 ottobre 2006   | Spacewatch                 |
| 597175 -             | 2006 UJ120               | 30 settembre 2006 | Mount Lemmon Survey        |
| 597176 -             | 2006 UB125               | 2 ottobre 2006    | Mount Lemmon Survey        |
| 597177 -             | 2006 UC153               | 21 ottobre 2006   | Spacewatch                 |
| 597178 -             | 2006 UC159               | 11 ottobre 2006   | NEAT                       |
| 597179 -             | 2006 UK161               | 21 ottobre 2006   | Mount Lemmon Survey        |
| 597180 -             | 2006 UR180               | 23 marzo 2003     | SDSS Collaboration         |
| 597181 -             | 2006 UB192               | 4 ottobre 2006    | Mount Lemmon Survey        |
| 597182 -             | 2006 UN197               | 13 ottobre 2006   | Spacewatch                 |
| 597183 -             | 2006 UD206               | 26 settembre 2006 | Mount Lemmon Survey        |
| 597184 -             | 2006 UG210               | 23 ottobre 2006   | Spacewatch                 |
| 597185 -             | 2006 UB212               | 14 ottobre 1999   | Spacewatch                 |
| 597186 -             | 2006 UP223               | 27 settembre 2006 | Spacewatch                 |
| 597187 -             | 2006 UB228               | 16 ottobre 2006   | CSS                        |
| 597188 -             | 2006 UP236               | 23 ottobre 2006   | Spacewatch                 |
| 597189 -             | 2006 UE282               | 12 ottobre 2006   | Spacewatch                 |
| 597190 -             | 2006 UX294               | 19 ottobre 2006   | Wasserman, L. H.           |
| 597191 -             | 2006 UZ298               | 28 settembre 2006 | Mount Lemmon Survey        |
| 597192 -             | 2006 UO301               | 6 aprile 2005     | Mount Lemmon Survey        |
| 597193 -             | 2006 US302               | 10 marzo 2005     | Mount Lemmon Survey        |
| 597194 -             | 2006 UE305               | 19 ottobre 2006   | Wasserman, L. H.           |
| 597195 -             | 2006 UQ318               | 31 ottobre 2006   | Mount Lemmon Survey        |
| 597196 -             | 2006 UZ330               | 11 ottobre 2006   | SDSS Collaboration         |
| 597197 -             | 2006 UA343               | 13 aprile 2008    | Mount Lemmon Survey        |
| 597198 -             | 2006 UU352               | 25 aprile 2008    | Mount Lemmon Survey        |
| 597199 -             | 2006 UY352               | 26 febbraio 2008  | Spacewatch                 |
| 597200 -             | 2006 UV355               | 12 novembre 2006  | Mount Lemmon Survey        |

## 597201-597300
| Nome     | Designazione provvisoria | Data di scoperta  | Scopritore          |
| -------- | ------------------------ | ----------------- | ------------------- |
| 597201 - | 2006 UP362               | 28 ottobre 2006   | Mount Lemmon Survey |
| 597202 - | 2006 UB366               | 20 ottobre 2011   | Spacewatch          |
| 597203 - | 2006 UV366               | 16 ottobre 2006   | Spacewatch          |
| 597204 - | 2006 UY372               | 22 ottobre 2006   | CSS                 |
| 597205 - | 2006 UR373               | 8 settembre 2011  | Spacewatch          |
| 597206 - | 2006 UT377               | 25 settembre 2006 | Mount Lemmon Survey |
| 597207 - | 2006 UG379               | 23 ottobre 2006   | Mount Lemmon Survey |
| 597208 - | 2006 UE380               | 5 dicembre 2007   | Spacewatch          |
| 597209 - | 2006 UA383               | 18 ottobre 2006   | Spacewatch          |
| 597210 - | 2006 UG386               | 22 ottobre 2006   | NEAT                |
| 597211 - | 2006 UO386               | 21 ottobre 2006   | Mount Lemmon Survey |
| 597212 - | 2006 UA387               | 27 ottobre 2006   | CSS                 |
| 597213 - | 2006 UH389               | 31 ottobre 2006   | Mount Lemmon Survey |
| 597214 - | 2006 UL390               | 21 ottobre 2006   | Mount Lemmon Survey |
| 597215 - | 2006 UV390               | 16 ottobre 2006   | Spacewatch          |
| 597216 - | 2006 VR1                 | 27 ottobre 2006   | CSS                 |
| 597217 - | 2006 VE18                | 21 ottobre 2006   | Spacewatch          |
| 597218 - | 2006 VR28                | 20 ottobre 2006   | Mount Lemmon Survey |
| 597219 - | 2006 VP36                | 21 ottobre 2006   | Mount Lemmon Survey |
| 597220 - | 2006 VJ42                | 12 novembre 2006  | Mount Lemmon Survey |
| 597221 - | 2006 VL43                | 19 ottobre 2006   | Mount Lemmon Survey |
| 597222 - | 2006 VT47                | 18 ottobre 2006   | Spacewatch          |
| 597223 - | 2006 VL87                | 22 ottobre 2006   | NEAT                |
| 597224 - | 2006 VZ93                | 15 novembre 2006  | Mount Lemmon Survey |
| 597225 - | 2006 VA99                | 21 ottobre 2006   | Mount Lemmon Survey |
| 597226 - | 2006 VU103               | 12 novembre 2006  | LUSS                |
| 597227 - | 2006 VG105               | 23 ottobre 2006   | Spacewatch          |
| 597228 - | 2006 VD106               | 16 ottobre 2006   | CSS                 |
| 597229 - | 2006 VL117               | 20 ottobre 2006   | Mount Lemmon Survey |
| 597230 - | 2006 VD123               | 4 novembre 2002   | Spacewatch          |
| 597231 - | 2006 VD125               | 31 ottobre 2006   | Mount Lemmon Survey |
| 597232 - | 2006 VS131               | 19 maggio 2005    | Mount Lemmon Survey |
| 597233 - | 2006 VV137               | 15 novembre 2006  | Spacewatch          |
| 597234 - | 2006 VO176               | 10 novembre 2006  | Spacewatch          |
| 597235 - | 2006 VR179               | 15 novembre 2006  | Spacewatch          |
| 597236 - | 2006 VH180               | 19 ottobre 2011   | Spacewatch          |
| 597237 - | 2006 VZ181               | 11 novembre 2006  | Spacewatch          |
| 597238 - | 2006 VX184               | 11 novembre 2006  | Mount Lemmon Survey |
| 597239 - | 2006 WQ24                | 17 novembre 2006  | Mount Lemmon Survey |
| 597240 - | 2006 WO28                | 21 novembre 2006  | Mauna Kea           |
| 597241 - | 2006 WV41                | 16 novembre 2006  | Mount Lemmon Survey |
| 597242 - | 2006 WQ43                | 10 giugno 2005    | Spacewatch          |
| 597243 - | 2006 WR48                | 16 novembre 2006  | Spacewatch          |
| 597244 - | 2006 WW60                | 3 ottobre 2006    | Mount Lemmon Survey |
| 597245 - | 2006 WM63                | 23 marzo 2004     | Spacewatch          |
| 597246 - | 2006 WK64                | 17 novembre 2006  | Mount Lemmon Survey |
| 597247 - | 2006 WY73                | 18 novembre 2006  | Spacewatch          |
| 597248 - | 2006 WZ80                | 18 novembre 2006  | Spacewatch          |
| 597249 - | 2006 WF87                | 18 novembre 2006  | Mount Lemmon Survey |
| 597250 - | 2006 WU115               | 20 novembre 2006  | Mount Lemmon Survey |
| 597251 - | 2006 WJ125               | 22 novembre 2006  | Mount Lemmon Survey |
| 597252 - | 2006 WB138               | 12 ottobre 2006   | NEAT                |
| 597253 - | 2006 WZ140               | 20 novembre 2006  | Spacewatch          |
| 597254 - | 2006 WQ145               | 20 novembre 2006  | Mount Lemmon Survey |
| 597255 - | 2006 WA147               | 20 novembre 2006  | Spacewatch          |
| 597256 - | 2006 WM160               | 22 novembre 2006  | Spacewatch          |
| 597257 - | 2006 WR161               | 15 novembre 2006  | Spacewatch          |
| 597258 - | 2006 WC164               | 11 novembre 2006  | Spacewatch          |
| 597259 - | 2006 WO166               | 28 ottobre 2006   | Mount Lemmon Survey |
| 597260 - | 2006 WB184               | 25 novembre 2006  | Mount Lemmon Survey |
| 597261 - | 2006 WE186               | 20 novembre 2006  | CSS                 |
| 597262 - | 2006 WX186               | 23 novembre 2006  | Mount Lemmon Survey |
| 597263 - | 2006 WV209               | 13 ottobre 2010   | Mount Lemmon Survey |
| 597264 - | 2006 WT210               | 17 novembre 2006  | Spacewatch          |
| 597265 - | 2006 WU211               | 11 febbraio 2008  | Mount Lemmon Survey |
| 597266 - | 2006 WW211               | 3 febbraio 2008   | Mount Lemmon Survey |
| 597267 - | 2006 WY211               | 21 novembre 2006  | Mount Lemmon Survey |
| 597268 - | 2006 WM212               | 27 aprile 2012    | Pan-STARRS 1        |
| 597269 - | 2006 WC213               | 9 ottobre 2013    | Mount Lemmon Survey |
| 597270 - | 2006 WB217               | 11 febbraio 2008  | Mount Lemmon Survey |
| 597271 - | 2006 WC217               | 28 marzo 2008     | Mount Lemmon Survey |
| 597272 - | 2006 WT217               | 2 febbraio 2008   | Spacewatch          |
| 597273 - | 2006 WW218               | 12 gennaio 2011   | Mount Lemmon Survey |
| 597274 - | 2006 WQ219               | 3 luglio 2015     | Pan-STARRS 1        |
| 597275 - | 2006 WR219               | 16 novembre 2006  | Mount Lemmon Survey |
| 597276 - | 2006 WN221               | 17 novembre 2006  | Mount Lemmon Survey |
| 597277 - | 2006 WC223               | 24 febbraio 2014  | Pan-STARRS 1        |
| 597278 - | 2006 WO225               | 23 dicembre 2011  | Hug, G.             |
| 597279 - | 2006 WL229               | 23 novembre 2006  | Spacewatch          |
| 597280 - | 2006 WO235               | 19 novembre 2006  | Spacewatch          |
| 597281 - | 2006 XE3                 | 12 dicembre 2006  | LINEAR              |
| 597282 - | 2006 XC10                | 18 novembre 2006  | Spacewatch          |
| 597283 - | 2006 XW22                | 12 dicembre 2006  | Spacewatch          |
| 597284 - | 2006 XY47                | 13 dicembre 2006  | Spacewatch          |
| 597285 - | 2006 XZ54                | 15 dicembre 2006  | LINEAR              |
| 597286 - | 2006 XJ68                | 16 novembre 2006  | Spacewatch          |
| 597287 - | 2006 XD73                | 13 dicembre 2006  | Mount Lemmon Survey |
| 597288 - | 2006 XJ74                | 20 maggio 2005    | Mount Lemmon Survey |
| 597289 - | 2006 XT74                | 12 dicembre 2006  | Spacewatch          |
| 597290 - | 2006 XY74                | 15 dicembre 2006  | Mount Lemmon Survey |
| 597291 - | 2006 XV76                | 11 dicembre 2006  | Spacewatch          |
| 597292 - | 2006 XR77                | 13 dicembre 2006  | Mount Lemmon Survey |
| 597293 - | 2006 XT78                | 23 gennaio 2018   | Mount Lemmon Survey |
| 597294 - | 2006 YA37                | 21 dicembre 2006  | Spacewatch          |
| 597295 - | 2006 YB42                | 22 dicembre 2006  | Spacewatch          |
| 597296 - | 2006 YJ46                | 21 dicembre 2006  | Mount Lemmon Survey |
| 597297 - | 2006 YN48                | 24 dicembre 2006  | Mount Lemmon Survey |
| 597298 - | 2006 YB60                | 16 dicembre 2006  | Spacewatch          |
| 597299 - | 2006 YD64                | 24 dicembre 2006  | Spacewatch          |
| 597300 - | 2006 YE64                | 27 dicembre 2006  | Mount Lemmon Survey |

## 597301-597400
| Nome     | Designazione provvisoria | Data di scoperta  | Scopritore          |
| -------- | ------------------------ | ----------------- | ------------------- |
| 597301 - | 2006 YN64                | 21 dicembre 2006  | Wasserman, L. H.    |
| 597302 - | 2006 YZ64                | 26 dicembre 2006  | Spacewatch          |
| 597303 - | 2006 YL65                | 24 dicembre 2017  | Pan-STARRS 1        |
| 597304 - | 2006 YU67                | 27 dicembre 2006  | Mount Lemmon Survey |
| 597305 - | 2007 AF31                | 1 aprile 2003     | SDSS Collaboration  |
| 597306 - | 2007 AV32                | 15 gennaio 2007   | Mauna Kea           |
| 597307 - | 2007 AB36                | 10 gennaio 2007   | Spacewatch          |
| 597308 - | 2007 BG2                 | 16 gennaio 2007   | CSS                 |
| 597309 - | 2007 BP17                | 21 dicembre 2006  | CSS                 |
| 597310 - | 2007 BU24                | 17 gennaio 2007   | Spacewatch          |
| 597311 - | 2007 BR31                | 9 gennaio 2007    | Mount Lemmon Survey |
| 597312 - | 2007 BS34                | 24 gennaio 2007   | Mount Lemmon Survey |
| 597313 - | 2007 BR50                | 24 gennaio 2007   | Mount Lemmon Survey |
| 597314 - | 2007 BJ52                | 24 gennaio 2007   | Spacewatch          |
| 597315 - | 2007 BK57                | 24 gennaio 2007   | LINEAR              |
| 597316 - | 2007 BF67                | 27 dicembre 2006  | Mount Lemmon Survey |
| 597317 - | 2007 BX85                | 28 aprile 2008    | Spacewatch          |
| 597318 - | 2007 BS93                | 19 gennaio 2007   | Mauna Kea           |
| 597319 - | 2007 BZ99                | 2 settembre 2005  | Christophe, B.      |
| 597320 - | 2007 BS105               | 28 gennaio 2007   | Mount Lemmon Survey |
| 597321 - | 2007 BV105               | 25 gennaio 2007   | Spacewatch          |
| 597322 - | 2007 BO106               | 27 giugno 2014    | Pan-STARRS 1        |
| 597323 - | 2007 BK107               | 27 gennaio 2007   | Spacewatch          |
| 597324 - | 2007 BS109               | 12 ottobre 2015   | Pan-STARRS 1        |
| 597325 - | 2007 BF110               | 28 gennaio 2007   | Spacewatch          |
| 597326 - | 2007 BV110               | 19 marzo 2013     | Pan-STARRS 1        |
| 597327 - | 2007 BL113               | 17 gennaio 2007   | Spacewatch          |
| 597328 - | 2007 BS113               | 21 agosto 2015    | Pan-STARRS 1        |
| 597329 - | 2007 BX115               | 27 dicembre 2006  | Mount Lemmon Survey |
| 597330 - | 2007 BG117               | 27 gennaio 2007   | Mount Lemmon Survey |
| 597331 - | 2007 BS118               | 17 gennaio 2007   | Spacewatch          |
| 597332 - | 2007 CD2                 | 6 febbraio 2007   | Mount Lemmon Survey |
| 597333 - | 2007 CM8                 | 16 luglio 2004    | Cerro Tololo        |
| 597334 - | 2007 CV16                | 17 gennaio 2007   | CSS                 |
| 597335 - | 2007 CK30                | 27 gennaio 2007   | Mount Lemmon Survey |
| 597336 - | 2007 CU30                | 6 febbraio 2007   | Mount Lemmon Survey |
| 597337 - | 2007 CS35                | 6 febbraio 2007   | Mount Lemmon Survey |
| 597338 - | 2007 CA41                | 7 febbraio 2007   | Spacewatch          |
| 597339 - | 2007 CY42                | 27 gennaio 2007   | Spacewatch          |
| 597340 - | 2007 CT61                | 13 febbraio 2007  | Mount Lemmon Survey |
| 597341 - | 2007 CW68                | 14 febbraio 2007  | Mauna Kea           |
| 597342 - | 2007 CQ69                | 24 luglio 2001    | NEAT                |
| 597343 - | 2007 CK81                | 3 gennaio 2017    | Pan-STARRS 1        |
| 597344 - | 2007 CG82                | 6 febbraio 2007   | Mount Lemmon Survey |
| 597345 - | 2007 CW82                | 8 marzo 2013      | Pan-STARRS 1        |
| 597346 - | 2007 CY82                | 6 febbraio 2007   | Spacewatch          |
| 597347 - | 2007 CK84                | 10 febbraio 2007  | Mount Lemmon Survey |
| 597348 - | 2007 DL3                 | 16 febbraio 2007  | Mount Lemmon Survey |
| 597349 - | 2007 DQ4                 | 13 gennaio 2003   | LINEAR              |
| 597350 - | 2007 DL12                | 16 febbraio 2007  | CSS                 |
| 597351 - | 2007 DK31                | 17 febbraio 2007  | Spacewatch          |
| 597352 - | 2007 DJ43                | 17 febbraio 2007  | CSS                 |
| 597353 - | 2007 DX43                | 17 febbraio 2007  | Mount Lemmon Survey |
| 597354 - | 2007 DS47                | 10 febbraio 2007  | Mount Lemmon Survey |
| 597355 - | 2007 DT50                | 23 settembre 2005 | Spacewatch          |
| 597356 - | 2007 DX59                | 27 gennaio 2007   | Mount Lemmon Survey |
| 597357 - | 2007 DM62                | 21 febbraio 2007  | Spacewatch          |
| 597358 - | 2007 DP66                | 21 febbraio 2007  | Spacewatch          |
| 597359 - | 2007 DS66                | 21 febbraio 2007  | Spacewatch          |
| 597360 - | 2007 DE81                | 23 febbraio 2007  | Mount Lemmon Survey |
| 597361 - | 2007 DW81                | 23 febbraio 2007  | Spacewatch          |
| 597362 - | 2007 DH84                | 5 aprile 2003     | Spacewatch          |
| 597363 - | 2007 DN91                | 27 gennaio 2007   | Mount Lemmon Survey |
| 597364 - | 2007 DQ100               | 9 febbraio 2003   | Spacewatch          |
| 597365 - | 2007 DP103               | 25 febbraio 2007  | Spacewatch          |
| 597366 - | 2007 DU108               | 27 gennaio 2007   | Spacewatch          |
| 597367 - | 2007 DU109               | 21 febbraio 2007  | Mount Lemmon Survey |
| 597368 - | 2007 DZ111               | 26 febbraio 2007  | Mount Lemmon Survey |
| 597369 - | 2007 DH114               | 26 febbraio 2007  | Mount Lemmon Survey |
| 597370 - | 2007 DC115               | 21 febbraio 2007  | Mount Lemmon Survey |
| 597371 - | 2007 DU118               | 25 febbraio 2007  | Spacewatch          |
| 597372 - | 2007 DZ118               | 16 febbraio 2007  | Mount Lemmon Survey |
| 597373 - | 2007 DG119               | 21 febbraio 2007  | Mount Lemmon Survey |
| 597374 - | 2007 DA120               | 25 febbraio 2007  | Spacewatch          |
| 597375 - | 2007 DG120               | 25 febbraio 2007  | Mount Lemmon Survey |
| 597376 - | 2007 DJ120               | 25 febbraio 2007  | Spacewatch          |
| 597377 - | 2007 DG122               | 9 settembre 2015  | Pan-STARRS 1        |
| 597378 - | 2007 DE123               | 21 febbraio 2007  | Mount Lemmon Survey |
| 597379 - | 2007 DT123               | 4 novembre 2016   | Pan-STARRS 1        |
| 597380 - | 2007 DQ124               | 25 febbraio 2007  | Mount Lemmon Survey |
| 597381 - | 2007 DU124               | 25 febbraio 2007  | Spacewatch          |
| 597382 - | 2007 DY124               | 26 febbraio 2007  | Mount Lemmon Survey |
| 597383 - | 2007 DE128               | 25 febbraio 2007  | Mount Lemmon Survey |
| 597384 - | 2007 EU1                 | 25 febbraio 2007  | Spacewatch          |
| 597385 - | 2007 EF6                 | 9 marzo 2007      | Mount Lemmon Survey |
| 597386 - | 2007 EQ19                | 10 marzo 2007     | Mount Lemmon Survey |
| 597387 - | 2007 EE22                | 23 febbraio 2007  | Mount Lemmon Survey |
| 597388 - | 2007 EB23                | 10 marzo 2007     | Mount Lemmon Survey |
| 597389 - | 2007 EP25                | 10 marzo 2007     | Mount Lemmon Survey |
| 597390 - | 2007 EY34                | 10 marzo 2007     | Spacewatch          |
| 597391 - | 2007 ET35                | 31 agosto 2000    | Spacewatch          |
| 597392 - | 2007 EG56                | 12 marzo 2007     | Spacewatch          |
| 597393 - | 2007 EE58                | 8 febbraio 2007   | Mount Lemmon Survey |
| 597394 - | 2007 EC66                | 8 dicembre 2005   | Spacewatch          |
| 597395 - | 2007 EN70                | 10 marzo 2007     | Spacewatch          |
| 597396 - | 2007 ET75                | 10 marzo 2007     | Spacewatch          |
| 597397 - | 2007 EW80                | 11 marzo 2007     | Spacewatch          |
| 597398 - | 2007 EM85                | 12 marzo 2007     | Mount Lemmon Survey |
| 597399 - | 2007 EF90                | 9 marzo 2007      | Mount Lemmon Survey |
| 597400 - | 2007 EL90                | 9 marzo 2007      | Mount Lemmon Survey |

## 597401-597500
| Nome     | Designazione provvisoria | Data di scoperta  | Scopritore                        |
| -------- | ------------------------ | ----------------- | --------------------------------- |
| 597401 - | 2007 EU95                | 10 marzo 2007     | Mount Lemmon Survey               |
| 597402 - | 2007 EU97                | 11 marzo 2007     | Spacewatch                        |
| 597403 - | 2007 EL104               | 25 febbraio 2007  | Mount Lemmon Survey               |
| 597404 - | 2007 EY105               | 11 marzo 2007     | Spacewatch                        |
| 597405 - | 2007 ED107               | 11 marzo 2007     | Spacewatch                        |
| 597406 - | 2007 EF108               | 11 marzo 2007     | Spacewatch                        |
| 597407 - | 2007 ER108               | 11 marzo 2007     | Spacewatch                        |
| 597408 - | 2007 EM115               | 26 settembre 2003 | SDSS Collaboration                |
| 597409 - | 2007 EW115               | 13 marzo 2007     | Mount Lemmon Survey               |
| 597410 - | 2007 EK123               | 10 ottobre 2004   | Spacewatch                        |
| 597411 - | 2007 EL125               | 13 marzo 2007     | Kurosaki, H., Nakajima, A.        |
| 597412 - | 2007 EG133               | 9 marzo 2007      | Mount Lemmon Survey               |
| 597413 - | 2007 EA137               | 28 gennaio 2007   | Mount Lemmon Survey               |
| 597414 - | 2007 EZ142               | 11 ottobre 2004   | Wasserman, L. H., Lovering, J. R. |
| 597415 - | 2007 EX144               | 12 marzo 2007     | Mount Lemmon Survey               |
| 597416 - | 2007 EV147               | 12 marzo 2007     | Mount Lemmon Survey               |
| 597417 - | 2007 EA150               | 12 marzo 2007     | Mount Lemmon Survey               |
| 597418 - | 2007 EZ159               | 14 marzo 2007     | Mount Lemmon Survey               |
| 597419 - | 2007 EE160               | 14 marzo 2007     | Spacewatch                        |
| 597420 - | 2007 EG163               | 15 marzo 2007     | Mount Lemmon Survey               |
| 597421 - | 2007 EG168               | 13 marzo 2007     | Spacewatch                        |
| 597422 - | 2007 EV170               | 27 gennaio 2007   | Mount Lemmon Survey               |
| 597423 - | 2007 ES173               | 14 marzo 2007     | Spacewatch                        |
| 597424 - | 2007 EP174               | 14 marzo 2007     | Spacewatch                        |
| 597425 - | 2007 EY179               | 14 marzo 2007     | Mount Lemmon Survey               |
| 597426 - | 2007 EU188               | 15 settembre 2004 | Spacewatch                        |
| 597427 - | 2007 EK194               | 26 febbraio 2007  | Mount Lemmon Survey               |
| 597428 - | 2007 EM194               | 15 marzo 2007     | Spacewatch                        |
| 597429 - | 2007 ES203               | 11 marzo 2003     | NEAT                              |
| 597430 - | 2007 EZ222               | 16 febbraio 2007  | NEAT                              |
| 597431 - | 2007 EB227               | 13 marzo 2007     | Mount Lemmon Survey               |
| 597432 - | 2007 EW227               | 15 marzo 2007     | Mount Lemmon Survey               |
| 597433 - | 2007 EO228               | 12 novembre 2010  | Mount Lemmon Survey               |
| 597434 - | 2007 ET228               | 2 gennaio 2012    | Mount Lemmon Survey               |
| 597435 - | 2007 EY228               | 14 marzo 2007     | Spacewatch                        |
| 597436 - | 2007 EV229               | 3 agosto 2014     | Pan-STARRS 1                      |
| 597437 - | 2007 EL231               | 11 novembre 2010  | Mount Lemmon Survey               |
| 597438 - | 2007 EO231               | 23 marzo 2012     | Mount Lemmon Survey               |
| 597439 - | 2007 EW231               | 7 dicembre 2013   | Pan-STARRS 1                      |
| 597440 - | 2007 EN232               | 6 febbraio 2007   | Mount Lemmon Survey               |
| 597441 - | 2007 EP232               | 5 giugno 2013     | Mount Lemmon Survey               |
| 597442 - | 2007 EP234               | 23 luglio 2015    | Pan-STARRS 1                      |
| 597443 - | 2007 EZ234               | 19 marzo 2013     | Pan-STARRS 1                      |
| 597444 - | 2007 EN235               | 29 marzo 2015     | Pan-STARRS 1                      |
| 597445 - | 2007 ED236               | 27 settembre 2009 | Spacewatch                        |
| 597446 - | 2007 EE240               | 13 marzo 2007     | Spacewatch                        |
| 597447 - | 2007 EN240               | 12 marzo 2007     | Mount Lemmon Survey               |
| 597448 - | 2007 ED241               | 10 marzo 2007     | Spacewatch                        |
| 597449 - | 2007 EU241               | 11 marzo 2007     | Mount Lemmon Survey               |
| 597450 - | 2007 FS9                 | 16 marzo 2007     | Spacewatch                        |
| 597451 - | 2007 FJ13                | 27 febbraio 2007  | Spacewatch                        |
| 597452 - | 2007 FB19                | 10 marzo 2007     | Mount Lemmon Survey               |
| 597453 - | 2007 FV26                | 20 marzo 2007     | Spacewatch                        |
| 597454 - | 2007 FS30                | 20 marzo 2007     | Mount Lemmon Survey               |
| 597455 - | 2007 FB52                | 18 marzo 2007     | Spacewatch                        |
| 597456 - | 2007 FW53                | 26 marzo 2007     | Spacewatch                        |
| 597457 - | 2007 FW55                | 2 gennaio 2012    | Mount Lemmon Survey               |
| 597458 - | 2007 FU57                | 10 aprile 2013    | Pan-STARRS 1                      |
| 597459 - | 2007 FZ59                | 26 marzo 2007     | Mount Lemmon Survey               |
| 597460 - | 2007 FQ61                | 26 marzo 2007     | Mount Lemmon Survey               |
| 597461 - | 2007 FS61                | 25 marzo 2007     | Mount Lemmon Survey               |
| 597462 - | 2007 GZ                  | 8 aprile 2007     | Ries, W.                          |
| 597463 - | 2007 GA8                 | 23 marzo 2003     | Spacewatch                        |
| 597464 - | 2007 GW10                | 11 marzo 2007     | Spacewatch                        |
| 597465 - | 2007 GW13                | 29 novembre 2005  | Spacewatch                        |
| 597466 - | 2007 GU27                | 31 marzo 2007     | NEAT                              |
| 597467 - | 2007 GL33                | 11 aprile 2007    | Mount Lemmon Survey               |
| 597468 - | 2007 GU52                | 14 aprile 2007    | Spacewatch                        |
| 597469 - | 2007 GV71                | 7 aprile 2007     | Mauna Kea                         |
| 597470 - | 2007 GG72                | 15 aprile 2007    | Mauna Kea                         |
| 597471 - | 2007 GS72                | 15 aprile 2007    | Spacewatch                        |
| 597472 - | 2007 GC77                | 26 marzo 2007     | CSS                               |
| 597473 - | 2007 GE78                | 2 novembre 2010   | Mount Lemmon Survey               |
| 597474 - | 2007 GZ78                | 22 febbraio 2007  | Spacewatch                        |
| 597475 - | 2007 GW79                | 27 luglio 2014    | Pan-STARRS 1                      |
| 597476 - | 2007 GL81                | 11 aprile 2007    | Mount Lemmon Survey               |
| 597477 - | 2007 HJ                  | 16 aprile 2007    | Bickel, W.                        |
| 597478 - | 2007 HS                  | 18 aprile 2007    | Yeung, W. K. Y.                   |
| 597479 - | 2007 HM4                 | 18 aprile 2007    | Stevens, B. L.                    |
| 597480 - | 2007 HB20                | 18 aprile 2007    | Spacewatch                        |
| 597481 - | 2007 HC26                | 18 aprile 2007    | Spacewatch                        |
| 597482 - | 2007 HQ29                | 14 marzo 2007     | Spacewatch                        |
| 597483 - | 2007 HE31                | 19 aprile 2007    | Mount Lemmon Survey               |
| 597484 - | 2007 HH43                | 22 aprile 2007    | Mount Lemmon Survey               |
| 597485 - | 2007 HA44                | 12 maggio 1996    | Spacewatch                        |
| 597486 - | 2007 HX47                | 20 aprile 2007    | Spacewatch                        |
| 597487 - | 2007 HR55                | 22 aprile 2007    | Spacewatch                        |
| 597488 - | 2007 HM56                | 22 aprile 2007    | Spacewatch                        |
| 597489 - | 2007 HV60                | 20 aprile 2007    | Spacewatch                        |
| 597490 - | 2007 HE63                | 22 aprile 2007    | Mount Lemmon Survey               |
| 597491 - | 2007 HX65                | 22 aprile 2007    | Mount Lemmon Survey               |
| 597492 - | 2007 HU71                | 22 aprile 2007    | Spacewatch                        |
| 597493 - | 2007 HD78                | 27 agosto 2000    | Millis, R. L., Wasserman, L. H.   |
| 597494 - | 2007 HO78                | 25 marzo 2007     | Mount Lemmon Survey               |
| 597495 - | 2007 HM86                | 24 aprile 2007    | Spacewatch                        |
| 597496 - | 2007 HT88                | 22 aprile 2007    | Spacewatch                        |
| 597497 - | 2007 HM97                | 23 aprile 2007    | CSS                               |
| 597498 - | 2007 HX99                | 19 aprile 2007    | Mount Lemmon Survey               |
| 597499 - | 2007 HB101               | 26 aprile 2007    | Mount Lemmon Survey               |
| 597500 - | 2007 HO101               | 30 agosto 2014    | Pan-STARRS 1                      |

## 597501-597600
| Nome     | Designazione provvisoria | Data di scoperta  | Scopritore                   |
| -------- | ------------------------ | ----------------- | ---------------------------- |
| 597501 - | 2007 HG103               | 19 febbraio 2007  | Mount Lemmon Survey          |
| 597502 - | 2007 HM104               | 18 aprile 2007    | Spacewatch                   |
| 597503 - | 2007 HP105               | 16 ottobre 2009   | Mount Lemmon Survey          |
| 597504 - | 2007 HQ105               | 20 aprile 2013    | Spacewatch                   |
| 597505 - | 2007 HO106               | 17 marzo 2018     | Pan-STARRS 1                 |
| 597506 - | 2007 HO108               | 20 settembre 2014 | Pan-STARRS 1                 |
| 597507 - | 2007 HM111               | 23 aprile 2007    | Spacewatch                   |
| 597508 - | 2007 HQ111               | 26 aprile 2007    | Spacewatch                   |
| 597509 - | 2007 HY111               | 20 aprile 2007    | Spacewatch                   |
| 597510 - | 2007 HB113               | 22 aprile 2007    | Mount Lemmon Survey          |
| 597511 - | 2007 HY113               | 18 aprile 2007    | Mount Lemmon Survey          |
| 597512 - | 2007 JU20                | 19 aprile 2007    | Spacewatch                   |
| 597513 - | 2007 JP28                | 10 maggio 2007    | Mount Lemmon Survey          |
| 597514 - | 2007 JJ36                | 14 maggio 2007    | Siding Spring Survey         |
| 597515 - | 2007 JA37                | 9 maggio 2007     | Mount Lemmon Survey          |
| 597516 - | 2007 JU38                | 19 aprile 2007    | Mount Lemmon Survey          |
| 597517 - | 2007 JV43                | 15 maggio 2007    | Mount Lemmon Survey          |
| 597518 - | 2007 JV46                | 9 maggio 2007     | Mount Lemmon Survey          |
| 597519 - | 2007 JD47                | 12 maggio 2007    | Mount Lemmon Survey          |
| 597520 - | 2007 JJ47                | 18 settembre 2009 | Mount Lemmon Survey          |
| 597521 - | 2007 JR47                | 3 aprile 2011     | Pan-STARRS 1                 |
| 597522 - | 2007 JA49                | 27 novembre 2013  | Pan-STARRS 1                 |
| 597523 - | 2007 KN                  | 26 febbraio 2007  | Mount Lemmon Survey          |
| 597524 - | 2007 KT                  | 16 maggio 2007    | Mount Lemmon Survey          |
| 597525 - | 2007 KY9                 | 16 settembre 2012 | Spacewatch                   |
| 597526 - | 2007 KF10                | 20 febbraio 2015  | Pan-STARRS 1                 |
| 597527 - | 2007 LM                  | 7 giugno 2007     | Piszkesteto                  |
| 597528 - | 2007 LD8                 | 9 giugno 2007     | Spacewatch                   |
| 597529 - | 2007 LL13                | 10 giugno 2007    | Spacewatch                   |
| 597530 - | 2007 LK15                | 25 aprile 2007    | Spacewatch                   |
| 597531 - | 2007 LX23                | 14 giugno 2007    | Spacewatch                   |
| 597532 - | 2007 LA27                | 15 giugno 2007    | Spacewatch                   |
| 597533 - | 2007 LB34                | 25 aprile 2007    | Mount Lemmon Survey          |
| 597534 - | 2007 LG39                | 20 gennaio 2015   | Pan-STARRS 1                 |
| 597535 - | 2007 LN39                | 18 febbraio 2015  | Pan-STARRS 1                 |
| 597536 - | 2007 LO39                | 25 aprile 2015    | Pan-STARRS 1                 |
| 597537 - | 2007 MF10                | 21 giugno 2007    | Mount Lemmon Survey          |
| 597538 - | 2007 MZ12                | 21 giugno 2007    | Mount Lemmon Survey          |
| 597539 - | 2007 MS16                | 15 giugno 2007    | Spacewatch                   |
| 597540 - | 2007 MR19                | 24 aprile 2006    | Bickel, W.                   |
| 597541 - | 2007 MY24                | 23 giugno 2007    | Spacewatch                   |
| 597542 - | 2007 MV27                | 21 novembre 2008  | Mount Lemmon Survey          |
| 597543 - | 2007 MN28                | 3 novembre 2016   | Pan-STARRS 1                 |
| 597544 - | 2007 MA29                | 4 novembre 2016   | Pan-STARRS 1                 |
| 597545 - | 2007 MD29                | 20 giugno 2007    | Spacewatch                   |
| 597546 - | 2007 NB                  | 6 luglio 2007     | Ferrando, R., Ferrando, M.   |
| 597547 - | 2007 OE2                 | 16 luglio 2007    | LINEAR                       |
| 597548 - | 2007 OL2                 | 19 luglio 2007    | Durig, D. T., Hardage, D. S. |
| 597549 - | 2007 OD4                 | 21 luglio 2007    | Holmes, R.                   |
| 597550 - | 2007 OT8                 | 24 luglio 2007    | Mauna Kea                    |
| 597551 - | 2007 OF11                | 25 agosto 2003    | Cerro Tololo                 |
| 597552 - | 2007 OE12                | 18 luglio 2007    | Mount Lemmon Survey          |
| 597553 - | 2007 PF27                | 11 agosto 2007    | Palomar Mountain             |
| 597554 - | 2007 PX48                | 13 agosto 2007    | PMO NEO Survey Program       |
| 597555 - | 2007 PK51                | 8 agosto 2007     | Jarnac                       |
| 597556 - | 2007 PY51                | 10 agosto 2007    | Spacewatch                   |
| 597557 - | 2007 QA12                | 8 settembre 2007  | LONEOS                       |
| 597558 - | 2007 QF18                | 23 agosto 2007    | Spacewatch                   |
| 597559 - | 2007 QG18                | 23 agosto 2007    | Spacewatch                   |
| 597560 - | 2007 QH18                | 25 settembre 2014 | Spacewatch                   |
| 597561 - | 2007 RG5                 | 2 settembre 2007  | Sarneczky, K., Kiss, L.      |
| 597562 - | 2007 RK12                | 11 settembre 2007 | Mount Lemmon Survey          |
| 597563 - | 2007 RR15                | 11 settembre 2007 | Palomar Mountain             |
| 597564 - | 2007 RH17                | 12 settembre 2007 | Christophe, B.               |
| 597565 - | 2007 RS33                | 5 settembre 2007  | CSS                          |
| 597566 - | 2007 RP54                | 9 settembre 2007  | Spacewatch                   |
| 597567 - | 2007 RD61                | 10 settembre 2007 | Mount Lemmon Survey          |
| 597568 - | 2007 RC66                | 10 settembre 2007 | Mount Lemmon Survey          |
| 597569 - | 2007 RB75                | 10 settembre 2007 | Mount Lemmon Survey          |
| 597570 - | 2007 RD76                | 4 marzo 2005      | Spacewatch                   |
| 597571 - | 2007 RB94                | 10 settembre 2007 | Spacewatch                   |
| 597572 - | 2007 RX107               | 1 aprile 2003     | NEAT                         |
| 597573 - | 2007 RY112               | 11 settembre 2007 | Spacewatch                   |
| 597574 - | 2007 RL128               | 12 settembre 2007 | Mount Lemmon Survey          |
| 597575 - | 2007 RZ157               | 3 marzo 2006      | CSS                          |
| 597576 - | 2007 RL163               | 24 agosto 2007    | Spacewatch                   |
| 597577 - | 2007 RB170               | 17 ottobre 2003   | Spacewatch                   |
| 597578 - | 2007 RP181               | 11 settembre 2007 | Mount Lemmon Survey          |
| 597579 - | 2007 RR182               | 12 settembre 2007 | Mount Lemmon Survey          |
| 597580 - | 2007 RN187               | 13 settembre 2007 | Mount Lemmon Survey          |
| 597581 - | 2007 RL191               | 11 settembre 2007 | Spacewatch                   |
| 597582 - | 2007 RV191               | 11 settembre 2007 | Spacewatch                   |
| 597583 - | 2007 RZ196               | 13 settembre 2007 | Mount Lemmon Survey          |
| 597584 - | 2007 RD197               | 13 settembre 2007 | Mount Lemmon Survey          |
| 597585 - | 2007 RB207               | 10 settembre 2007 | Spacewatch                   |
| 597586 - | 2007 RP208               | 10 settembre 2007 | Spacewatch                   |
| 597587 - | 2007 RP211               | 14 febbraio 2005  | CSS                          |
| 597588 - | 2007 RV211               | 11 settembre 2007 | Spacewatch                   |
| 597589 - | 2007 RZ211               | 11 settembre 2007 | Spacewatch                   |
| 597590 - | 2007 RT214               | 12 settembre 2007 | Spacewatch                   |
| 597591 - | 2007 RF219               | 14 settembre 2007 | Mount Lemmon Survey          |
| 597592 - | 2007 RU219               | 14 settembre 2007 | Mount Lemmon Survey          |
| 597593 - | 2007 RV220               | 14 settembre 2007 | Mount Lemmon Survey          |
| 597594 - | 2007 RM221               | 14 settembre 2007 | Mount Lemmon Survey          |
| 597595 - | 2007 RF222               | 14 settembre 2007 | Mount Lemmon Survey          |
| 597596 - | 2007 RH233               | 12 settembre 2007 | CSS                          |
| 597597 - | 2007 RB241               | 10 settembre 2007 | CSS                          |
| 597598 - | 2007 RC251               | 13 settembre 2007 | Spacewatch                   |
| 597599 - | 2007 RD254               | 2 marzo 2006      | Mount Lemmon Survey          |
| 597600 - | 2007 RN258               | 14 settembre 2007 | Spacewatch                   |

## 597601-597700
| Nome     | Designazione provvisoria | Data di scoperta  | Scopritore          |
| -------- | ------------------------ | ----------------- | ------------------- |
| 597601 - | 2007 RK259               | 14 settembre 2007 | Mount Lemmon Survey |
| 597602 - | 2007 RE261               | 2 maggio 2003     | Spacewatch          |
| 597603 - | 2007 RJ261               | 14 settembre 2007 | Spacewatch          |
| 597604 - | 2007 RT261               | 14 settembre 2007 | Spacewatch          |
| 597605 - | 2007 RM263               | 15 settembre 2007 | Mount Lemmon Survey |
| 597606 - | 2007 RO263               | 19 luglio 2007    | Mount Lemmon Survey |
| 597607 - | 2007 RD268               | 15 settembre 2007 | Spacewatch          |
| 597608 - | 2007 RJ280               | 13 settembre 2007 | CSS                 |
| 597609 - | 2007 RC281               | 13 settembre 2007 | CSS                 |
| 597610 - | 2007 RH282               | 13 settembre 2007 | Spacewatch          |
| 597611 - | 2007 RQ297               | 2 settembre 2007  | Mount Lemmon Survey |
| 597612 - | 2007 RQ308               | 14 settembre 2007 | Spacewatch          |
| 597613 - | 2007 RO313               | 9 settembre 2007  | Spacewatch          |
| 597614 - | 2007 RM314               | 14 settembre 2007 | Mauna Kea           |
| 597615 - | 2007 RZ314               | 5 settembre 2007  | LUSS                |
| 597616 - | 2007 RN327               | 14 settembre 2007 | Mount Lemmon Survey |
| 597617 - | 2007 RS328               | 15 settembre 2007 | Spacewatch          |
| 597618 - | 2007 RQ329               | 4 settembre 2007  | Mount Lemmon Survey |
| 597619 - | 2007 RO330               | 12 settembre 2007 | CSS                 |
| 597620 - | 2007 RB331               | 12 settembre 2007 | Mount Lemmon Survey |
| 597621 - | 2007 RL331               | 13 settembre 2007 | Mount Lemmon Survey |
| 597622 - | 2007 RX333               | 15 febbraio 2010  | Spacewatch          |
| 597623 - | 2007 RD334               | 10 settembre 2007 | Spacewatch          |
| 597624 - | 2007 RF334               | 20 gennaio 2009   | Mount Lemmon Survey |
| 597625 - | 2007 RZ336               | 1 ottobre 2016    | Mount Lemmon Survey |
| 597626 - | 2007 RL337               | 1 maggio 2011     | Pan-STARRS 1        |
| 597627 - | 2007 RA339               | 30 agosto 1998    | Spacewatch          |
| 597628 - | 2007 RR339               | 14 settembre 2007 | CSS                 |
| 597629 - | 2007 RR344               | 18 giugno 2018    | Pan-STARRS 1        |
| 597630 - | 2007 RW346               | 29 settembre 2009 | Mount Lemmon Survey |
| 597631 - | 2007 RP348               | 10 settembre 2007 | Mount Lemmon Survey |
| 597632 - | 2007 RW349               | 13 giugno 2015    | Pan-STARRS 1        |
| 597633 - | 2007 RO354               | 10 settembre 2007 | Mount Lemmon Survey |
| 597634 - | 2007 RG358               | 11 settembre 2007 | Spacewatch          |
| 597635 - | 2007 RC359               | 10 settembre 2007 | Spacewatch          |
| 597636 - | 2007 RT359               | 10 settembre 2007 | Mount Lemmon Survey |
| 597637 - | 2007 RE361               | 13 settembre 2007 | CSS                 |
| 597638 - | 2007 RT361               | 14 settembre 2007 | Mount Lemmon Survey |
| 597639 - | 2007 RN364               | 12 settembre 2007 | Mount Lemmon Survey |
| 597640 - | 2007 RU366               | 10 settembre 2007 | Mount Lemmon Survey |
| 597641 - | 2007 RG367               | 13 settembre 2007 | Mount Lemmon Survey |
| 597642 - | 2007 RD368               | 15 settembre 2007 | Mount Lemmon Survey |
| 597643 - | 2007 RG369               | 15 settembre 2007 | Spacewatch          |
| 597644 - | 2007 RL370               | 4 settembre 2007  | Mount Lemmon Survey |
| 597645 - | 2007 RM370               | 12 settembre 2007 | Mount Lemmon Survey |
| 597646 - | 2007 RW370               | 11 settembre 2007 | Mount Lemmon Survey |
| 597647 - | 2007 RQ372               | 10 settembre 2007 | Mount Lemmon Survey |
| 597648 - | 2007 ST1                 | 19 settembre 2007 | Healy, D.           |
| 597649 - | 2007 SO8                 | 10 settembre 2007 | Spacewatch          |
| 597650 - | 2007 SR10                | 20 settembre 2007 | Mount Lemmon Survey |
| 597651 - | 2007 SD19                | 26 settembre 2007 | Mount Lemmon Survey |
| 597652 - | 2007 TB13                | 4 ottobre 2007    | Spacewatch          |
| 597653 - | 2007 TP20                | 17 gennaio 2004   | NEAT                |
| 597654 - | 2007 TY29                | 4 ottobre 2007    | Spacewatch          |
| 597655 - | 2007 TU34                | 9 settembre 2007  | Mount Lemmon Survey |
| 597656 - | 2007 TZ37                | 13 settembre 2007 | Spacewatch          |
| 597657 - | 2007 TC46                | 7 ottobre 2007    | Spacewatch          |
| 597658 - | 2007 TB48                | 4 ottobre 2007    | Spacewatch          |
| 597659 - | 2007 TG57                | 4 ottobre 2007    | Spacewatch          |
| 597660 - | 2007 TH59                | 14 settembre 2007 | LONEOS              |
| 597661 - | 2007 TY68                | 13 ottobre 2007   | LINEAR              |
| 597662 - | 2007 TB73                | 14 ottobre 2007   | Ries, W.            |
| 597663 - | 2007 TX74                | 8 settembre 2007  | Mount Lemmon Survey |
| 597664 - | 2007 TN75                | 18 settembre 2007 | Spacewatch          |
| 597665 - | 2007 TU87                | 8 ottobre 2007    | Mount Lemmon Survey |
| 597666 - | 2007 TY105               | 15 ottobre 2007   | Ries, W.            |
| 597667 - | 2007 TQ165               | 20 settembre 2007 | CSS                 |
| 597668 - | 2007 TR166               | 11 settembre 2007 | CSS                 |
| 597669 - | 2007 TV167               | 8 ottobre 2007    | Maticic, S.         |
| 597670 - | 2007 TB179               | 7 ottobre 2007    | CSS                 |
| 597671 - | 2007 TK179               | 7 ottobre 2007    | Mount Lemmon Survey |
| 597672 - | 2007 TH188               | 9 settembre 2007  | Spacewatch          |
| 597673 - | 2007 TD192               | 5 ottobre 2007    | Spacewatch          |
| 597674 - | 2007 TY194               | 15 settembre 2007 | Mount Lemmon Survey |
| 597675 - | 2007 TQ196               | 7 ottobre 2007    | Mount Lemmon Survey |
| 597676 - | 2007 TF201               | 8 ottobre 2007    | Spacewatch          |
| 597677 - | 2007 TX205               | 9 ottobre 2007    | Mount Lemmon Survey |
| 597678 - | 2007 TG206               | 11 ottobre 2007   | Mount Lemmon Survey |
| 597679 - | 2007 TB211               | 15 dicembre 2004  | Spacewatch          |
| 597680 - | 2007 TH211               | 18 dicembre 2004  | Mount Lemmon Survey |
| 597681 - | 2007 TU227               | 8 ottobre 2007    | Spacewatch          |
| 597682 - | 2007 TV236               | 2 aprile 2005     | Spacewatch          |
| 597683 - | 2007 TZ242               | 8 ottobre 2007    | CSS                 |
| 597684 - | 2007 TJ246               | 9 ottobre 2007    | LONEOS              |
| 597685 - | 2007 TS255               | 10 ottobre 2007   | Spacewatch          |
| 597686 - | 2007 TW264               | 11 ottobre 2007   | Spacewatch          |
| 597687 - | 2007 TG282               | 8 ottobre 2007    | Mount Lemmon Survey |
| 597688 - | 2007 TN290               | 14 settembre 2007 | CSS                 |
| 597689 - | 2007 TK300               | 12 ottobre 2007   | Spacewatch          |
| 597690 - | 2007 TS300               | 4 ottobre 2007    | Spacewatch          |
| 597691 - | 2007 TS302               | 12 ottobre 2007   | Spacewatch          |
| 597692 - | 2007 TC308               | 9 ottobre 2007    | Mount Lemmon Survey |
| 597693 - | 2007 TR313               | 11 ottobre 2007   | Mount Lemmon Survey |
| 597694 - | 2007 TD316               | 12 ottobre 2007   | Spacewatch          |
| 597695 - | 2007 TS323               | 11 ottobre 2007   | Spacewatch          |
| 597696 - | 2007 TP339               | 10 settembre 2007 | Mount Lemmon Survey |
| 597697 - | 2007 TF342               | 9 ottobre 2007    | Mount Lemmon Survey |
| 597698 - | 2007 TT342               | 10 ottobre 2007   | Mount Lemmon Survey |
| 597699 - | 2007 TB346               | 18 settembre 2007 | Spacewatch          |
| 597700 - | 2007 TJ355               | 11 ottobre 2007   | CSS                 |

## 597701-597800
| Nome     | Designazione provvisoria | Data di scoperta  | Scopritore          |
| -------- | ------------------------ | ----------------- | ------------------- |
| 597701 - | 2007 TG358               | 15 ottobre 2007   | Mount Lemmon Survey |
| 597702 - | 2007 TZ359               | 15 ottobre 2007   | Mount Lemmon Survey |
| 597703 - | 2007 TH371               | 12 ottobre 2007   | Mount Lemmon Survey |
| 597704 - | 2007 TC372               | 12 settembre 2007 | Mount Lemmon Survey |
| 597705 - | 2007 TQ375               | 15 ottobre 2007   | Mount Lemmon Survey |
| 597706 - | 2007 TU391               | 8 ottobre 2007    | Mount Lemmon Survey |
| 597707 - | 2007 TH396               | 15 ottobre 2007   | Spacewatch          |
| 597708 - | 2007 TU398               | 15 ottobre 2007   | Spacewatch          |
| 597709 - | 2007 TK399               | 11 ottobre 2007   | Spacewatch          |
| 597710 - | 2007 TW407               | 15 ottobre 2007   | Mount Lemmon Survey |
| 597711 - | 2007 TH408               | 15 ottobre 2007   | Mount Lemmon Survey |
| 597712 - | 2007 TQ408               | 14 ottobre 2007   | Spacewatch          |
| 597713 - | 2007 TU424               | 8 ottobre 2007    | Spacewatch          |
| 597714 - | 2007 TD427               | 10 ottobre 2007   | Spacewatch          |
| 597715 - | 2007 TK429               | 12 ottobre 2007   | Mount Lemmon Survey |
| 597716 - | 2007 TO437               | 10 settembre 2007 | Mount Lemmon Survey |
| 597717 - | 2007 TS439               | 8 ottobre 2007    | Mount Lemmon Survey |
| 597718 - | 2007 TX446               | 10 ottobre 2007   | CSS                 |
| 597719 - | 2007 TM458               | 12 ottobre 2007   | Mount Lemmon Survey |
| 597720 - | 2007 TV459               | 15 ottobre 2007   | Spacewatch          |
| 597721 - | 2007 TW460               | 11 ottobre 2007   | Spacewatch          |
| 597722 - | 2007 TJ461               | 2 agosto 2016     | Pan-STARRS 1        |
| 597723 - | 2007 TK461               | 12 ottobre 2007   | Spacewatch          |
| 597724 - | 2007 TH462               | 15 ottobre 2007   | Spacewatch          |
| 597725 - | 2007 TS462               | 30 aprile 2015    | Mount Lemmon Survey |
| 597726 - | 2007 TW462               | 10 aprile 2013    | Pan-STARRS 1        |
| 597727 - | 2007 TZ462               | 5 aprile 2014     | Pan-STARRS 1        |
| 597728 - | 2007 TV465               | 24 agosto 2011    | Pan-STARRS 1        |
| 597729 - | 2007 TE466               | 10 ottobre 2007   | Spacewatch          |
| 597730 - | 2007 TF466               | 8 ottobre 2007    | Mount Lemmon Survey |
| 597731 - | 2007 TK467               | 12 ottobre 2007   | CSS                 |
| 597732 - | 2007 TL467               | 10 ottobre 2007   | Mount Lemmon Survey |
| 597733 - | 2007 TD469               | 16 settembre 2017 | Pan-STARRS 1        |
| 597734 - | 2007 TE470               | 6 settembre 2012  | Pan-STARRS 1        |
| 597735 - | 2007 TT472               | 15 ottobre 2007   | Spacewatch          |
| 597736 - | 2007 TZ473               | 12 ottobre 2007   | Mount Lemmon Survey |
| 597737 - | 2007 TN475               | 11 ottobre 2007   | Mount Lemmon Survey |
| 597738 - | 2007 TQ475               | 15 settembre 2007 | CSS                 |
| 597739 - | 2007 TD478               | 15 febbraio 2013  | Pan-STARRS 1        |
| 597740 - | 2007 TE478               | 9 ottobre 2007    | Spacewatch          |
| 597741 - | 2007 TG479               | 1 gennaio 2009    | Spacewatch          |
| 597742 - | 2007 TL479               | 3 aprile 2016     | Pan-STARRS 1        |
| 597743 - | 2007 TB483               | 7 ottobre 2007    | Mount Lemmon Survey |
| 597744 - | 2007 TY487               | 9 ottobre 2007    | Spacewatch          |
| 597745 - | 2007 TP490               | 10 ottobre 2007   | LONEOS              |
| 597746 - | 2007 TK491               | 12 ottobre 2007   | Spacewatch          |
| 597747 - | 2007 TQ491               | 9 ottobre 2007    | Mount Lemmon Survey |
| 597748 - | 2007 TM494               | 8 ottobre 2007    | Mount Lemmon Survey |
| 597749 - | 2007 TC497               | 12 ottobre 2007   | Spacewatch          |
| 597750 - | 2007 TU497               | 9 ottobre 2007    | Mount Lemmon Survey |
| 597751 - | 2007 TD499               | 15 ottobre 2007   | Mount Lemmon Survey |
| 597752 - | 2007 UY8                 | 16 ottobre 2007   | CSS                 |
| 597753 - | 2007 UD17                | 12 settembre 2007 | Mount Lemmon Survey |
| 597754 - | 2007 UG32                | 19 ottobre 2007   | Mount Lemmon Survey |
| 597755 - | 2007 UQ40                | 9 settembre 2007  | Mount Lemmon Survey |
| 597756 - | 2007 UR40                | 9 marzo 2005      | Mount Lemmon Survey |
| 597757 - | 2007 UQ45                | 11 ottobre 2007   | Spacewatch          |
| 597758 - | 2007 UX49                | 16 ottobre 2003   | NEAT                |
| 597759 - | 2007 UA58                | 8 ottobre 2007    | Bickel, W.          |
| 597760 - | 2007 UL64                | 30 ottobre 2007   | Mount Lemmon Survey |
| 597761 - | 2007 UM64                | 30 maggio 2006    | Mount Lemmon Survey |
| 597762 - | 2007 UD66                | 17 ottobre 2007   | CSS                 |
| 597763 - | 2007 UP73                | 12 ottobre 2007   | Spacewatch          |
| 597764 - | 2007 US74                | 31 ottobre 2007   | Mount Lemmon Survey |
| 597765 - | 2007 UR92                | 11 ottobre 2007   | Spacewatch          |
| 597766 - | 2007 UC105               | 30 ottobre 2007   | Spacewatch          |
| 597767 - | 2007 UF109               | 8 ottobre 2007    | Spacewatch          |
| 597768 - | 2007 UO110               | 30 ottobre 2007   | Mount Lemmon Survey |
| 597769 - | 2007 UZ111               | 30 ottobre 2007   | Mount Lemmon Survey |
| 597770 - | 2007 UO117               | 31 ottobre 2007   | Mount Lemmon Survey |
| 597771 - | 2007 UD118               | 31 ottobre 2007   | Mount Lemmon Survey |
| 597772 - | 2007 UG118               | 31 ottobre 2007   | Mount Lemmon Survey |
| 597773 - | 2007 UG122               | 12 ottobre 2007   | Spacewatch          |
| 597774 - | 2007 UP143               | 4 ottobre 2007    | Spacewatch          |
| 597775 - | 2007 UU146               | 8 ottobre 2016    | Pan-STARRS 1        |
| 597776 - | 2007 UR147               | 30 settembre 2014 | Spacewatch          |
| 597777 - | 2007 UK148               | 26 marzo 2009     | Spacewatch          |
| 597778 - | 2007 UJ149               | 30 ottobre 2007   | Mount Lemmon Survey |
| 597779 - | 2007 UA150               | 18 febbraio 2010  | Mount Lemmon Survey |
| 597780 - | 2007 UU150               | 16 ottobre 2007   | Spacewatch          |
| 597781 - | 2007 UE152               | 20 ottobre 2007   | Mount Lemmon Survey |
| 597782 - | 2007 UC153               | 17 ottobre 2007   | Mount Lemmon Survey |
| 597783 - | 2007 UP156               | 18 ottobre 2007   | Mount Lemmon Survey |
| 597784 - | 2007 UT158               | 15 settembre 2007 | Mount Lemmon Survey |
| 597785 - | 2007 US159               | 17 ottobre 2007   | Mount Lemmon Survey |
| 597786 - | 2007 UN162               | 18 ottobre 2007   | Mount Lemmon Survey |
| 597787 - | 2007 UV162               | 16 ottobre 2007   | Mount Lemmon Survey |
| 597788 - | 2007 VH18                | 1 novembre 2007   | Mount Lemmon Survey |
| 597789 - | 2007 VW18                | 10 ottobre 2007   | Spacewatch          |
| 597790 - | 2007 VU24                | 13 febbraio 2002  | Spacewatch          |
| 597791 - | 2007 VF38                | 9 ottobre 2007    | Spacewatch          |
| 597792 - | 2007 VK39                | 10 ottobre 2007   | Spacewatch          |
| 597793 - | 2007 VF40                | 10 ottobre 2007   | Mount Lemmon Survey |
| 597794 - | 2007 VY52                | 18 settembre 2007 | Mount Lemmon Survey |
| 597795 - | 2007 VW74                | 7 ottobre 2007    | Mount Lemmon Survey |
| 597796 - | 2007 VN81                | 4 novembre 2007   | Spacewatch          |
| 597797 - | 2007 VL86                | 25 settembre 2007 | Mount Lemmon Survey |
| 597798 - | 2007 VU86                | 9 ottobre 2007    | Spacewatch          |
| 597799 - | 2007 VD92                | 7 novembre 2007   | LINEAR              |
| 597800 - | 2007 VA98                | 24 ottobre 2007   | Mount Lemmon Survey |

## 597801-597900
| Nome     | Designazione provvisoria | Data di scoperta  | Scopritore          |
| -------- | ------------------------ | ----------------- | ------------------- |
| 597801 - | 2007 VQ100               | 2 novembre 2007   | Spacewatch          |
| 597802 - | 2007 VL112               | 3 novembre 2007   | Spacewatch          |
| 597803 - | 2007 VW113               | 3 novembre 2007   | Spacewatch          |
| 597804 - | 2007 VZ119               | 14 settembre 2007 | Mount Lemmon Survey |
| 597805 - | 2007 VJ124               | 3 gennaio 2003    | Spacewatch          |
| 597806 - | 2007 VK124               | 5 novembre 2007   | Mount Lemmon Survey |
| 597807 - | 2007 VE128               | 1 novembre 2007   | Mount Lemmon Survey |
| 597808 - | 2007 VV131               | 2 novembre 2007   | Mount Lemmon Survey |
| 597809 - | 2007 VM133               | 10 ottobre 2007   | Spacewatch          |
| 597810 - | 2007 VX135               | 8 ottobre 2007    | Mount Lemmon Survey |
| 597811 - | 2007 VU136               | 4 ottobre 2007    | Spacewatch          |
| 597812 - | 2007 VL138               | 16 ottobre 2007   | Mount Lemmon Survey |
| 597813 - | 2007 VV139               | 3 novembre 2007   | Spacewatch          |
| 597814 - | 2007 VN140               | 15 ottobre 2007   | Spacewatch          |
| 597815 - | 2007 VA141               | 4 novembre 2007   | Mount Lemmon Survey |
| 597816 - | 2007 VC141               | 4 novembre 2007   | Mount Lemmon Survey |
| 597817 - | 2007 VT145               | 4 novembre 2007   | Spacewatch          |
| 597818 - | 2007 VE157               | 20 ottobre 2007   | Mount Lemmon Survey |
| 597819 - | 2007 VL159               | 5 novembre 2007   | Spacewatch          |
| 597820 - | 2007 VR161               | 5 novembre 2007   | Spacewatch          |
| 597821 - | 2007 VC172               | 7 novembre 2007   | Spacewatch          |
| 597822 - | 2007 VS174               | 4 novembre 2007   | Mount Lemmon Survey |
| 597823 - | 2007 VZ174               | 12 ottobre 2007   | Spacewatch          |
| 597824 - | 2007 VU176               | 8 ottobre 2007    | Mount Lemmon Survey |
| 597825 - | 2007 VA178               | 7 novembre 2007   | Mount Lemmon Survey |
| 597826 - | 2007 VM179               | 30 ottobre 2007   | Spacewatch          |
| 597827 - | 2007 VP189               | 13 gennaio 2005   | Spacewatch          |
| 597828 - | 2007 VA191               | 15 novembre 2007  | CSS                 |
| 597829 - | 2007 VZ195               | 23 ottobre 2007   | Spacewatch          |
| 597830 - | 2007 VR204               | 9 novembre 2007   | Mount Lemmon Survey |
| 597831 - | 2007 VC206               | 9 novembre 2007   | Mount Lemmon Survey |
| 597832 - | 2007 VF208               | 11 novembre 2007  | Mount Lemmon Survey |
| 597833 - | 2007 VH211               | 21 dicembre 2003  | Spacewatch          |
| 597834 - | 2007 VM213               | 9 novembre 2007   | Spacewatch          |
| 597835 - | 2007 VR220               | 9 novembre 2007   | Spacewatch          |
| 597836 - | 2007 VN231               | 1 novembre 2007   | Spacewatch          |
| 597837 - | 2007 VG247               | 9 novembre 2007   | Hug, G.             |
| 597838 - | 2007 VQ248               | 16 gennaio 2005   | Spacewatch          |
| 597839 - | 2007 VT249               | 14 novembre 2007  | Mount Lemmon Survey |
| 597840 - | 2007 VO252               | 23 settembre 2017 | Pan-STARRS 1        |
| 597841 - | 2007 VK257               | 13 novembre 2007  | Mount Lemmon Survey |
| 597842 - | 2007 VH262               | 25 agosto 2003    | NEAT                |
| 597843 - | 2007 VS262               | 13 novembre 2007  | Mount Lemmon Survey |
| 597844 - | 2007 VW279               | 10 settembre 2007 | Mount Lemmon Survey |
| 597845 - | 2007 VX279               | 14 novembre 2007  | Spacewatch          |
| 597846 - | 2007 VQ281               | 15 ottobre 2007   | Mount Lemmon Survey |
| 597847 - | 2007 VZ288               | 15 ottobre 2007   | Mount Lemmon Survey |
| 597848 - | 2007 VC289               | 2 novembre 2007   | Mount Lemmon Survey |
| 597849 - | 2007 VQ289               | 13 novembre 2007  | Mount Lemmon Survey |
| 597850 - | 2007 VG292               | 14 novembre 2007  | Spacewatch          |
| 597851 - | 2007 VF295               | 13 novembre 2007  | Mount Lemmon Survey |
| 597852 - | 2007 VZ295               | 3 novembre 2007   | Spacewatch          |
| 597853 - | 2007 VV303               | 4 novembre 2007   | CSS                 |
| 597854 - | 2007 VQ318               | 9 novembre 2007   | Spacewatch          |
| 597855 - | 2007 VZ319               | 16 ottobre 2007   | CSS                 |
| 597856 - | 2007 VD336               | 5 novembre 2007   | Spacewatch          |
| 597857 - | 2007 VV338               | 3 novembre 2007   | Spacewatch          |
| 597858 - | 2007 VZ339               | 11 novembre 2007  | Mount Lemmon Survey |
| 597859 - | 2007 VC341               | 7 novembre 2007   | Mount Lemmon Survey |
| 597860 - | 2007 VR341               | 11 novembre 2007  | CSS                 |
| 597861 - | 2007 VX343               | 23 dicembre 2012  | Pan-STARRS 1        |
| 597862 - | 2007 VE344               | 7 novembre 2007   | Spacewatch          |
| 597863 - | 2007 VD345               | 30 aprile 2014    | Pan-STARRS 1        |
| 597864 - | 2007 VG345               | 5 novembre 2007   | Spacewatch          |
| 597865 - | 2007 VL348               | 4 novembre 2016   | Pan-STARRS 1        |
| 597866 - | 2007 VW348               | 3 ottobre 2014    | Mount Lemmon Survey |
| 597867 - | 2007 VL349               | 22 giugno 2015    | Pan-STARRS 1        |
| 597868 - | 2007 VX350               | 2 novembre 2007   | Spacewatch          |
| 597869 - | 2007 VJ351               | 2 novembre 2007   | Spacewatch          |
| 597870 - | 2007 VG355               | 4 febbraio 2009   | Mount Lemmon Survey |
| 597871 - | 2007 VF356               | 8 novembre 2007   | Spacewatch          |
| 597872 - | 2007 VM356               | 27 febbraio 2014  | Pan-STARRS 1        |
| 597873 - | 2007 VW356               | 12 novembre 2012  | Mount Lemmon Survey |
| 597874 - | 2007 VC357               | 15 novembre 2012  | CSS                 |
| 597875 - | 2007 VM357               | 9 ottobre 2016    | Pan-STARRS 1        |
| 597876 - | 2007 VP359               | 12 ottobre 2007   | Mount Lemmon Survey |
| 597877 - | 2007 VK361               | 3 marzo 2009      | Mount Lemmon Survey |
| 597878 - | 2007 VV361               | 5 febbraio 2009   | Spacewatch          |
| 597879 - | 2007 VM362               | 27 agosto 2016    | Pan-STARRS 1        |
| 597880 - | 2007 VY362               | 5 novembre 2007   | Mount Lemmon Survey |
| 597881 - | 2007 VY363               | 3 novembre 2007   | Spacewatch          |
| 597882 - | 2007 VR364               | 2 novembre 2007   | Mount Lemmon Survey |
| 597883 - | 2007 VJ366               | 2 novembre 2007   | Spacewatch          |
| 597884 - | 2007 VA367               | 2 novembre 2007   | Mount Lemmon Survey |
| 597885 - | 2007 VD367               | 4 novembre 2007   | Mount Lemmon Survey |
| 597886 - | 2007 VZ369               | 3 novembre 2007   | Spacewatch          |
| 597887 - | 2007 VN375               | 9 novembre 2007   | Spacewatch          |
| 597888 - | 2007 VR375               | 3 novembre 2007   | Mount Lemmon Survey |
| 597889 - | 2007 WF13                | 2 novembre 2007   | CSS                 |
| 597890 - | 2007 WK24                | 19 dicembre 2004  | Mount Lemmon Survey |
| 597891 - | 2007 WM25                | 18 novembre 2007  | Mount Lemmon Survey |
| 597892 - | 2007 WJ30                | 1 novembre 2007   | Spacewatch          |
| 597893 - | 2007 WE31                | 10 settembre 2007 | Mount Lemmon Survey |
| 597894 - | 2007 WF31                | 19 novembre 2007  | Spacewatch          |
| 597895 - | 2007 WQ31                | 2 novembre 2007   | Spacewatch          |
| 597896 - | 2007 WA35                | 19 novembre 2007  | Mount Lemmon Survey |
| 597897 - | 2007 WP35                | 19 novembre 2007  | Mount Lemmon Survey |
| 597898 - | 2007 WL37                | 19 novembre 2007  | Mount Lemmon Survey |
| 597899 - | 2007 WX39                | 2 novembre 2007   | Mount Lemmon Survey |
| 597900 - | 2007 WT41                | 18 novembre 2007  | Mount Lemmon Survey |

## 597901-598000
| Nome           | Designazione provvisoria | Data di scoperta  | Scopritore                            |
| -------------- | ------------------------ | ----------------- | ------------------------------------- |
| 597901 -       | 2007 WM42                | 8 novembre 2007   | Spacewatch                            |
| 597902 -       | 2007 WU46                | 9 ottobre 2007    | Spacewatch                            |
| 597903 -       | 2007 WN47                | 30 gennaio 2004   | Spacewatch                            |
| 597904 -       | 2007 WB54                | 3 novembre 2007   | Spacewatch                            |
| 597905 -       | 2007 WV57                | 18 novembre 2007  | Mount Lemmon Survey                   |
| 597906 -       | 2007 WW68                | 8 novembre 2007   | Spacewatch                            |
| 597907 -       | 2007 WP69                | 20 novembre 2007  | Mount Lemmon Survey                   |
| 597908 -       | 2007 WR69                | 23 marzo 2014     | Mount Lemmon Survey                   |
| 597909 -       | 2007 WS69                | 27 settembre 2016 | Pan-STARRS 1                          |
| 597910 -       | 2007 WW69                | 3 febbraio 2009   | Spacewatch                            |
| 597911 -       | 2007 WO74                | 17 novembre 2007  | Spacewatch                            |
| 597912 -       | 2007 XS7                 | 15 novembre 2007  | CSS                                   |
| 597913 -       | 2007 XN12                | 14 ottobre 2007   | Mount Lemmon Survey                   |
| 597914 -       | 2007 XV19                | 15 novembre 2007  | Mount Lemmon Survey                   |
| 597915 -       | 2007 XY31                | 1 novembre 2007   | Spacewatch                            |
| 597916 -       | 2007 XC46                | 15 dicembre 2007  | CSS                                   |
| 597917 -       | 2007 XS55                | 5 dicembre 2007   | Spacewatch                            |
| 597918 -       | 2007 XE61                | 4 novembre 2007   | Spacewatch                            |
| 597919 -       | 2007 XL61                | 24 maggio 2015    | Pan-STARRS 1                          |
| 597920 -       | 2007 XV61                | 4 dicembre 2007   | Spacewatch                            |
| 597921 -       | 2007 XS62                | 7 aprile 2014     | Mount Lemmon Survey                   |
| 597922 -       | 2007 XN64                | 5 dicembre 2007   | Mount Lemmon Survey                   |
| 597923 -       | 2007 XV64                | 26 ottobre 2011   | Pan-STARRS 1                          |
| 597924 -       | 2007 XJ67                | 26 settembre 2011 | Mount Lemmon Survey                   |
| 597925 -       | 2007 XN67                | 2 ottobre 2016    | Spacewatch                            |
| 597926 -       | 2007 XZ67                | 4 dicembre 2007   | Spacewatch                            |
| 597927 -       | 2007 XF69                | 4 dicembre 2007   | Mount Lemmon Survey                   |
| 597928 -       | 2007 XS69                | 4 dicembre 2007   | Spacewatch                            |
| 597929 -       | 2007 XL70                | 3 dicembre 2007   | Spacewatch                            |
| 597930 -       | 2007 XE71                | 4 dicembre 2007   | Mount Lemmon Survey                   |
| 597931 -       | 2007 YN                  | 16 dicembre 2007  | Cat, P. D.                            |
| 597932 -       | 2007 YR1                 | 16 dicembre 2007  | LUSS                                  |
| 597933 -       | 2007 YZ11                | 17 dicembre 2007  | Mount Lemmon Survey                   |
| 597934 -       | 2007 YV16                | 14 novembre 2007  | Spacewatch                            |
| 597935 -       | 2007 YQ17                | 16 dicembre 2007  | Spacewatch                            |
| 597936 -       | 2007 YU18                | 16 dicembre 2007  | Spacewatch                            |
| 597937 -       | 2007 YQ19                | 2 novembre 2007   | Mount Lemmon Survey                   |
| 597938 -       | 2007 YU19                | 28 settembre 2006 | Spacewatch                            |
| 597939 -       | 2007 YS22                | 19 ottobre 2007   | Mount Lemmon Survey                   |
| 597940 -       | 2007 YV28                | 19 dicembre 2007  | Spacewatch                            |
| 597941 -       | 2007 YN31                | 29 luglio 2001    | NEAT                                  |
| 597942 -       | 2007 YB39                | 5 dicembre 2007   | Spacewatch                            |
| 597943 -       | 2007 YM45                | 30 dicembre 2007  | Mount Lemmon Survey                   |
| 597944 -       | 2007 YD50                | 28 dicembre 2007  | Spacewatch                            |
| 597945 -       | 2007 YM50                | 28 dicembre 2007  | Spacewatch                            |
| 597946 -       | 2007 YJ54                | 30 settembre 2010 | Mount Lemmon Survey                   |
| 597947 -       | 2007 YW74                | 31 dicembre 2007  | Mount Lemmon Survey                   |
| 597948 -       | 2007 YF75                | 30 dicembre 2007  | Mount Lemmon Survey                   |
| 597949 -       | 2007 YO76                | 18 dicembre 2007  | Mount Lemmon Survey                   |
| 597950 -       | 2007 YB77                | 19 dicembre 2007  | Mount Lemmon Survey                   |
| 597951 -       | 2007 YN78                | 14 febbraio 2013  | Pan-STARRS 1                          |
| 597952 -       | 2007 YQ82                | 14 novembre 2012  | Spacewatch                            |
| 597953 -       | 2007 YZ82                | 31 dicembre 2007  | Spacewatch                            |
| 597954 -       | 2007 YG84                | 23 novembre 2012  | Spacewatch                            |
| 597955 -       | 2007 YC85                | 15 ottobre 2012   | Pan-STARRS 1                          |
| 597956 -       | 2007 YM87                | 16 dicembre 2007  | Spacewatch                            |
| 597957 -       | 2007 YG92                | 17 dicembre 2007  | Mount Lemmon Survey                   |
| 597958 -       | 2007 YO92                | 30 dicembre 2007  | Mount Lemmon Survey                   |
| 597959 -       | 2007 YN93                | 18 dicembre 2007  | Mount Lemmon Survey                   |
| 597960 -       | 2007 YO94                | 16 dicembre 2007  | Mount Lemmon Survey                   |
| 597961 -       | 2007 YK95                | 19 dicembre 2007  | Spacewatch                            |
| 597962 -       | 2008 AA9                 | 1 gennaio 2008    | Healy, D.                             |
| 597963 -       | 2008 AJ12                | 21 novembre 2003  | Spacewatch                            |
| 597964 -       | 2008 AH31                | 10 gennaio 2008   | Kocher, P.                            |
| 597965 -       | 2008 AK31                | 10 gennaio 2008   | Heuvel, A. V., School, t. s. o. T. P. |
| 597966 Laihe   | 2008 AR33                | 12 gennaio 2008   | LUSS                                  |
| 597967 Pannai  | 2008 AN45                | 10 gennaio 2008   | LUSS                                  |
| 597968 -       | 2008 AY69                | 3 gennaio 2008    | Spacewatch                            |
| 597969 -       | 2008 AF71                | 12 gennaio 2008   | Spacewatch                            |
| 597970 -       | 2008 AW73                | 10 gennaio 2008   | Mount Lemmon Survey                   |
| 597971 -       | 2008 AM74                | 11 gennaio 2008   | Spacewatch                            |
| 597972 -       | 2008 AM80                | 19 novembre 2007  | Mount Lemmon Survey                   |
| 597973 -       | 2008 AS80                | 12 gennaio 2008   | Spacewatch                            |
| 597974 -       | 2008 AJ88                | 20 agosto 2006    | NEAT                                  |
| 597975 -       | 2008 AA95                | 14 gennaio 2008   | Spacewatch                            |
| 597976 -       | 2008 AN101               | 15 gennaio 2008   | Spacewatch                            |
| 597977 -       | 2008 AE109               | 16 dicembre 2007  | Spacewatch                            |
| 597978 -       | 2008 AT110               | 15 gennaio 2008   | Spacewatch                            |
| 597979 -       | 2008 AR121               | 31 gennaio 2008   | Mount Lemmon Survey                   |
| 597980 -       | 2008 AW130               | 23 settembre 2005 | Spacewatch                            |
| 597981 -       | 2008 AZ136               | 11 marzo 2003     | NEAT                                  |
| 597982 -       | 2008 AB138               | 13 gennaio 2008   | Spacewatch                            |
| 597983 -       | 2008 AW141               | 1 gennaio 2008    | Spacewatch                            |
| 597984 -       | 2008 AB144               | 1 gennaio 2008    | Spacewatch                            |
| 597985 -       | 2008 AS144               | 11 gennaio 2008   | Mount Lemmon Survey                   |
| 597986 -       | 2008 AY144               | 5 aprile 2014     | Pan-STARRS 1                          |
| 597987 -       | 2008 AZ146               | 1 gennaio 2008    | Spacewatch                            |
| 597988 -       | 2008 AC147               | 21 aprile 2009    | Mount Lemmon Survey                   |
| 597989 -       | 2008 AN147               | 13 gennaio 2008   | Spacewatch                            |
| 597990 -       | 2008 AX151               | 15 gennaio 2008   | Mount Lemmon Survey                   |
| 597991 -       | 2008 AV155               | 11 gennaio 2008   | Spacewatch                            |
| 597992 -       | 2008 BP4                 | 16 gennaio 2008   | Spacewatch                            |
| 597993 Bélesta | 2008 BZ23                | 28 gennaio 2008   | P. Martinez                           |
| 597994 -       | 2008 BN30                | 30 gennaio 2008   | Mount Lemmon Survey                   |
| 597995 -       | 2008 BY52                | 4 agosto 2005     | NEAT                                  |
| 597996 -       | 2008 BM56                | 23 ottobre 2011   | Mount Lemmon Survey                   |
| 597997 -       | 2008 BO56                | 18 gennaio 2008   | Spacewatch                            |
| 597998 -       | 2008 BE57                | 28 gennaio 2000   | Spacewatch                            |
| 597999 -       | 2008 BR57                | 22 marzo 2012     | Mount Lemmon Survey                   |
| 598000 -       | 2008 CD15                | 3 febbraio 2008   | Spacewatch                            |